# Josef Arnošt z Waldstein-Wartenbergu
Josef Arnošt hrabě z Waldstein-Wartenbergu nebo též z Valdštejna-Vartenberka (německy Joseph Ernst Graf von Waldstein-Wartenberg; 22. září 1824 Šťáhlavy – 21. července 1903 Třebíč) byl český šlechtic z mnichovohradišťské linie rodu Valdštejnů. Od mládí sloužil v armádě převážně u jezdectva, zúčastnil se několika válek a dosáhl hodnosti polního podmaršála. Byl majitelem velkostatku Třebíč, kde trvale žil od roku 1876. 

## Život

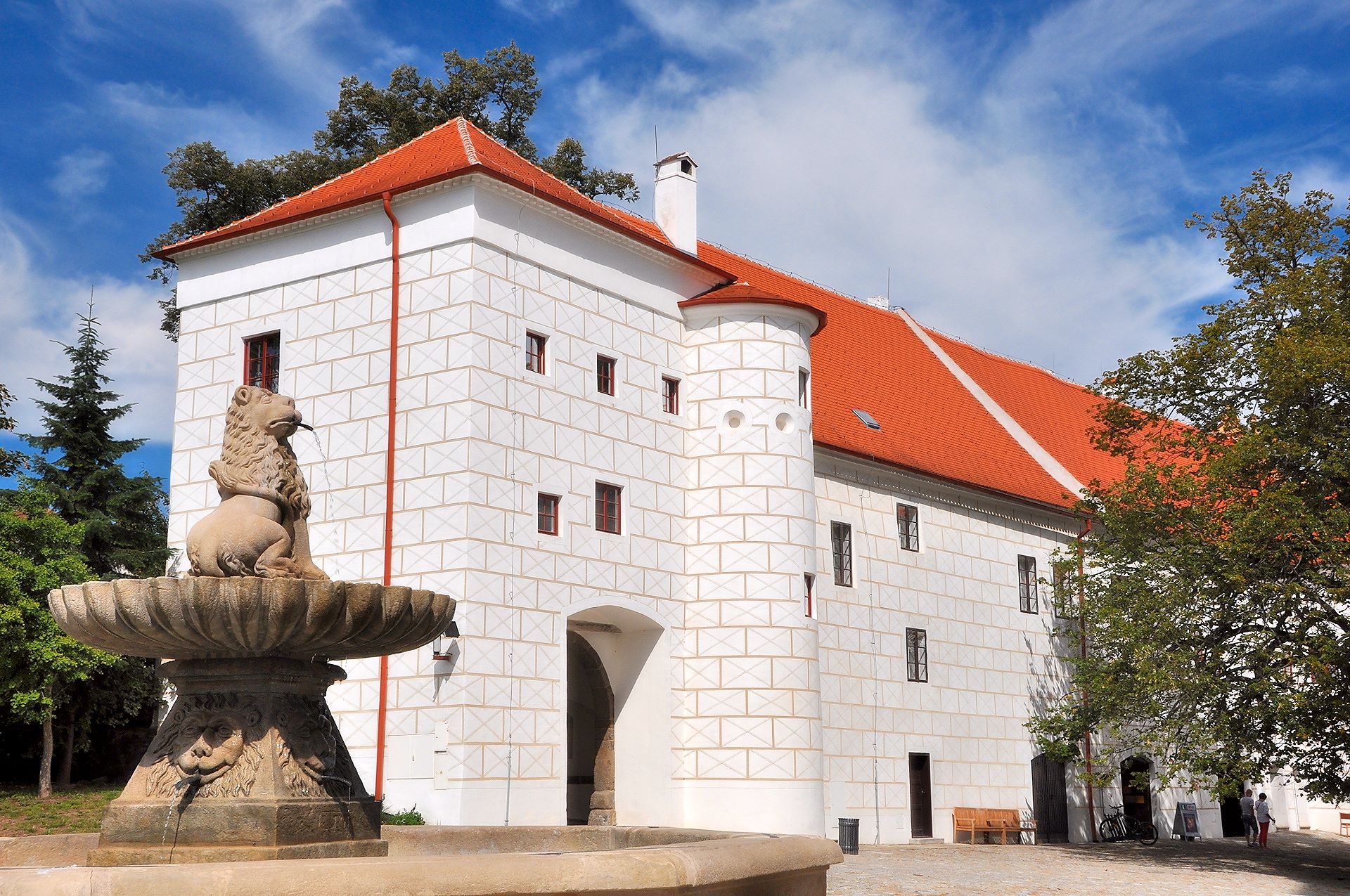
Zámek Třebíč, sídlo Josefa Arnošta z Valdštejna 1876–1903

Narodil se jako syn hraběte Kristiána Vincence z Valdštejna (1794–1858) a jeho manželky hraběnky Marie Františky z Thun-Hohensteinu (1793–1861). Měl staršího bratra Arnošta Františka (1821–1904) a mladší sestru Gabrielu  (1827–1890), provdanou za česko-francouzského knížete a důstojníka Artura Karla z Rohanu (1826–1885). 
V roce 1844 vstoupil jako kadet do 8. pluku kyrysníků, ještě téhož roku byl povýšen na poručíka. V roce 1846 se stal nadporučíkem u 3. pluku hulánů arcivévody Karla. V roce 1848 se jako nadporučík pluku hulánů arcivévody Karla zúčastnil bojů v Itálii, kde utrpěl střelné zranění. V roce 1849 se stal rytmistrem a následně byl přeložen ke 4., později k 8. pluku husarů.  
V roce 1856 získal hodnost majora a císařského pobočníka. V roce 1859 se stal podplukovníkem a ve válce se Sardinií bojoval v bitvě u Solferina. Ještě v témže roce byl povýšen na plukovníka a velícího důstojníka 3. pluku hulánů arcivévody Karla.
V prusko-rakouské válce vedl v bitvě u Hradce 3. pluk hulánů opakované útoky proti nepříteli. Při stahování vojska přes Moravu tento pluk vytvořil předvoj 8. armádního sboru. V únoru 1867 dosáhl hodnosti generálmajora a stal se velitelem jezdecké brigády v Budapešti. V roce 1869 odešel na dlouhodobou dovolenou a formálně byl penzionován k datu 19. března 1873 s hodností titulárního polního podmaršála.
Za svou účast v prusko-rakouské válce získal Vojenský záslužný kříž s válečnou dekorací (1866). V Itálii byl nositelem sicilského Řádu Františka I. a toskánského Vojenského záslužného řádu. Byl též čestným rytířem Maltézského řádu. V roce 1854 byl jmenován c. k. komořím a od roku 1872 byl doživotním členem panské sněmovny v rakouské říšské radě.
Od roku 1876 byl majitelem velkostatku Třebíč s rozlohou přes 4 000 hektarů. Třebíč měla statut seniorátního fideikomisu, to znamená, že majitelem byl vždy nejstarší příslušník rodu Valdštejnů. Přestože měl Josef Arnošt staršího bratra, zdědil velkostatek po Janu Nepomukovi z Valdštejna (1809–1876) a vlastnil je do svého úmrtí. Trvale žil na zámku v Třebíči a pořádal zde hony, na které zval vybranou společnost z okolí. V roce 1881 byl jmenován čestným členem obecního výboru města.